# Cappella di San Lorenzo (Pitigliano)
La cappella di San Lorenzo era un edificio religioso situato a Pitigliano, in provincia di Grosseto, nella diocesi di Pitigliano-Sovana-Orbetello. La sua ubicazione era presso la località di San Lorenzo, pochi chilometri a sud-est del centro.

## Storia
La piccola chiesa fu costruita durante il Seicento come cappella rurale, proprio nella medesima epoca in cui attorno a Pitigliano furono costruiti altri piccoli edifici religiosi adibiti alle stesse funzioni, come la cappella dei Santi Apostoli Giacomo e Filippo.
L'edificio religioso era dunque luogo di sosta e di preghiera per gli abitanti e i lavoratori delle varie fattorie sparse nell'area.
Per cause ancora da accertare, verso il tardo Ottocento il luogo di culto era sempre meno frequentato, andando così incontro ad un lento ma inesorabile declino, culminato con il definitivo abbandono durante il secolo scorso.
In seguito, la cappella fu trasformata in annesso agricolo, pur rimanendo individuabili le linee architettoniche che caratterizzavano l'originario edificio religioso.

## Descrizione
La cappella di San Lorenzo si presenta come un piccolo edificio ad aula unica, in posizione isolata all'interno di una vasta area poderale.
L'edificio religioso è caratterizzato da una facciata principale che ricorda gli elementi stilistici che caratterizzano anche la facciata della chiesa della Madonna del Fiore. Il semplice portale d'ingresso si apre infatti al centro, affiancato nella parte alta da due piccole finestrelle di forma quadrata, che con il loro angolo esterno superiore danno appoggio all'ampia arcata, in prossimità della cui parte alta è racchiusa una finestra di forma ovale. In realtà, l'arcata visibile sull'attuale facciata racchiudeva in passato un pronao, il cui portico precedeva l'originaria facciata propriamente detta.
Il paramento murario esterno si presenta rivestito in intonaco sulla facciata, mentre sui fianchi laterali ha mantenuto l'originario rivestimento in blocchi di tufo.
L'interno, oramai sconsacrato, è adibito ad annesso agricolo.